# Mount Waesche
Der Mount Waesche ist ein ruhender oder erloschener Schildvulkan im Marie-Byrd-Land in der Antarktis.
Der massige und hoch aufragende Berg liegt genau südwestlich des Mount Sidley und kennzeichnet das südliche Ende der Executive Committee Range. Der Berg ist fast vollständig mit Schnee bedeckt, nur am südlichen und südwestlichen Hang ragen einzelne Felsen aus den Schneemassen.
Der Schildvulkan entstand während der letzten Jahrmillion am Südwestrand der im Durchmesser 10 km weiten Caldera des Chang Peak, eines weiteren etwa 1,6 Mio. Jahre alten Vulkans. Der Mount Waesche könnte bis ins Holozän hinein vulkanisch aktiv gewesen sein; er gilt als eine mögliche Quelle für Ascheschichten, die innerhalb der letzten 30.000 Jahre im Eis nahe der Byrd-Station abgelagert wurden. Untersuchungen in jüngster Zeit weisen auf anhaltende magmatische Aktivität im Untergrund südlich des Mount Waesche hin, die darauf schließen lässt, dass der Vulkanismus in dieser Region keineswegs erloschen ist.
Der Berg wurde bei der United States Antarctic Service Expedition (1939–1941) am 15. Dezember 1940 entdeckt und nach dem US-Admiral der Küstenwache Russell R. Waesche benannt, einem Mitglied des Executive Committees des United States Antarctic Service.